# National City Corporation
National City Corporation  — крупная финансовая компания, основанная в 1845 году в Кливленде, штат Огайо, США. В 2008 году была поглощена PNC Financial Services. До начала финансового кризиса 2007—2008 годов входил в десятку крупнейших банков США по объёмам депозитов, закладных и собственному капиталу. Её дочерняя компания National City Mortgage первой начала осуществлять ипотеку в США. Компания имела широкую банковскую сеть в таких штатах как Огайо, Иллинойс, Индиана, Кентукки, Мичиган, Миссури, Пенсильвания, Флорида и Висконсин, а также обслуживала клиентов в отдельныx отраслях по всей территории США. Основным бизнесом компании являлись потребительское кредитование, кредитование бизнеса, финансирование и обслуживание ипотеки, обслуживание финансов клиента, а также управление привлечением и размещением финансовых ресурсов.
По результатам за 2006 год, National City Corporation занял 188-е место в списке Fortune 500, и 9-е место по обороту среди американских коммерческих банков с общими активами на сумму около $140 млрд и рыночной капитализацией $24,542 млрд.

## История
История National City Corporation началась в 1845 году, когда в Кливленде (штат Огайо), был основан City Bank of Cleveland (Городской банк Кливленда). Он стал первым банком города после принятия ранее в том же году Банковского акта Огайо. Он начал работу в июле 1845 года, обеспечивая клиентов займами и предоставляя депозитарные услуги. Его клиентами стали предприятия нефтяной и сталелитейной промышленности, морского и железнодорожного транспорта. За первые пять лет работы капитал банка утроился, с $50 000 до $150 000.
Высокая инфляция в годы Гражданской войны привела к принятию в 1863 году Национального банковского акта, создавшего национальную денежную единицу, обеспеченную облигациями казначейства США. Эти облигации были размещены среди банков, получивших статус национальных. Одним из таких банков в 1865 году стал кливлендский банк, сменивший название на National City Bank (Национальный городской банк). Рост банка в конце XIX и начале XX века был медленным, но стабильным; в 1881 году активы пересекли отметку в $1 млн, в 1890 году — $1,5 млн, в 1902 году — $2 млн. В 1912 году у National City появился новый владелец, Джеймс Хойт, купивший контрольный пакет акций банка. Он занялся обновлением National City — был увеличен акционерный капитал и построена новая штаб-квартира; за первые два года его правления активы банка выросли более, чем в два раза (до $5,7 млрд). В годы Первой мировой войны темп роста ещё более возрос, к 1919 году активы банка достигли 15,5 млн, а перед началом Великой депрессии достигли 40 млн. За годы депрессии активы National City снизились на четверть (в то время как 30 % американских банков обанкротилось). После 1933 года рост банка возобновился с ещё большей скоростью, к 1944 году активы составили $475,5 млн, а в 1960-х пересекли отметку в миллиард долларов. После Второй мировой войны National City, как и многие другие банки США, занялся розничным банкингом.
В 1973 году была создана холдинговая компания National City Corporation, а National City Bank стал её дочерним обществом. За последующие десять лет корпорация пополнилась одиннадцатью сравнительно небольшими банками, благодаря чему её активы в 1984 году превысили 6,5 млрд. К этому времени National City Corporation стала второй крупнейшей банковской корпорацией Огайо, а с покупкой в 1984 году третьего крупнейшего банка штата, BancOhio Corp. вышла на первое место с 30-процентным отрывом от ближайшего конкурента, BancOne. В 1986 году акции National City Corporation начали котироваться на Нью-Йоркской фондовой бирже. В последующие годы корпорация начала расширяться в соседние штаты, в частности в 1988 году была куплена First Kentucky National Corp. (Первая национальная корпорация Кентукки), а в 1991 году — Merchants National Corp. (Торговая национальная корпорация, штат Индиана). В 1995 году была поглощена Pittsburgh's Integra Financial Corp. (Интегрированная финансовая корпорация Питтсбурга), после этого активы National City превысили $50 млрд.
В начале XXI века National City Corporation продолжала скупать небольшие банки, однако к финансовому кризису, начавшемся в 2007 году корпорация оказалась не готова. В 2008 году началось расследование Комиссией по ценным бумагам и биржам продажи входившей в состав корпорации дочерней компании First Franklin Financial Corporation. Эта компания стала частью National City Corporation в 1999 году и занималась высокорисковыми ипотечными кредитами. Затем, в 2006 году она была продана Merrill Lynch и с началом финансового кризиса значительно ухудшила положение компании Merrill Lynch; она была в 2008 году куплена Bank of America. Хотя National City по результатам расследования в июне 2008 года получила испытательный срок, это, а также крупные убытки, вынудили акционеров National City принять предложение о покупке корпорацией PNC.

## Процесс покупки National City Corporation
Несмотря на продажу в 2006 году дочерней компании First Franklin Financial Corporation, которая занималась ипотечным кредитованием, у корпорации осталось значительное количество недообеспеченных (высокорисковых) ипотечных кредитов (на $17 млрд из общей суммы кредитов в $113 млрд). С началом финансового кризиса в 2007 году оценочная стоимость заложенной недвижимости начала стремительно снижаться, соответственно ипотечные кредиты становились ещё более необеспеченными. Ежеквартальные списания таких кредитов в 2007 и 2008 годах приводили к постоянным убыткам (например, во втором квартале 2008 года было $1,8 млрд чистого убытка, в третьем квартале — $729 млн). В октябре 2008 года National City Corporation (как и большинство банков США) неоднократно обращалась в казначейство США с просьбой о рефинансировании, однако единственная из 25 крупнейших финансовых институтов получила отказ. В то же время питтсбургская финансовая корпорация PNC Financial Services получила от казначейства помощь в размере $7,7 млрд, из которых $5,6 млрд немедленно были потрачены на покупку кливлендской корпорации. Факт, что казначейство содействовало покупке одной корпорации другой, причём за деньги американских налогоплательщиков, не мог не вызвать критики со стороны общественности. Тем не менее сделка до конца 2008 года была утверждена как Министерством юстиции США, так и собраниями акционеров обеих корпораций. В 2009 году все из более 400 отделений National City были переименованы в отделения PNC.